# 종말물

핵전쟁의 공포는 문명의 파멸에의 상상력을 눈에 띄게 써냈다.

종말물(終末物)은 대규모 전쟁, 대규모 자연 재해, 대규모 전염병 등의 거대한 재해, 혹은 초자연적인 사건으로, 문명과 인류가 멸망하는 모습을 그리는 장르 (apocalyptic fiction) 혹은 문명이 멸망한 후의 세계를 그리는 장르 (post-apocalyptic fiction)이다. 사이언스 픽션, 사이언스 판타지, 공포물, 사변물의 하위 장르로 분류된다.

## 개설

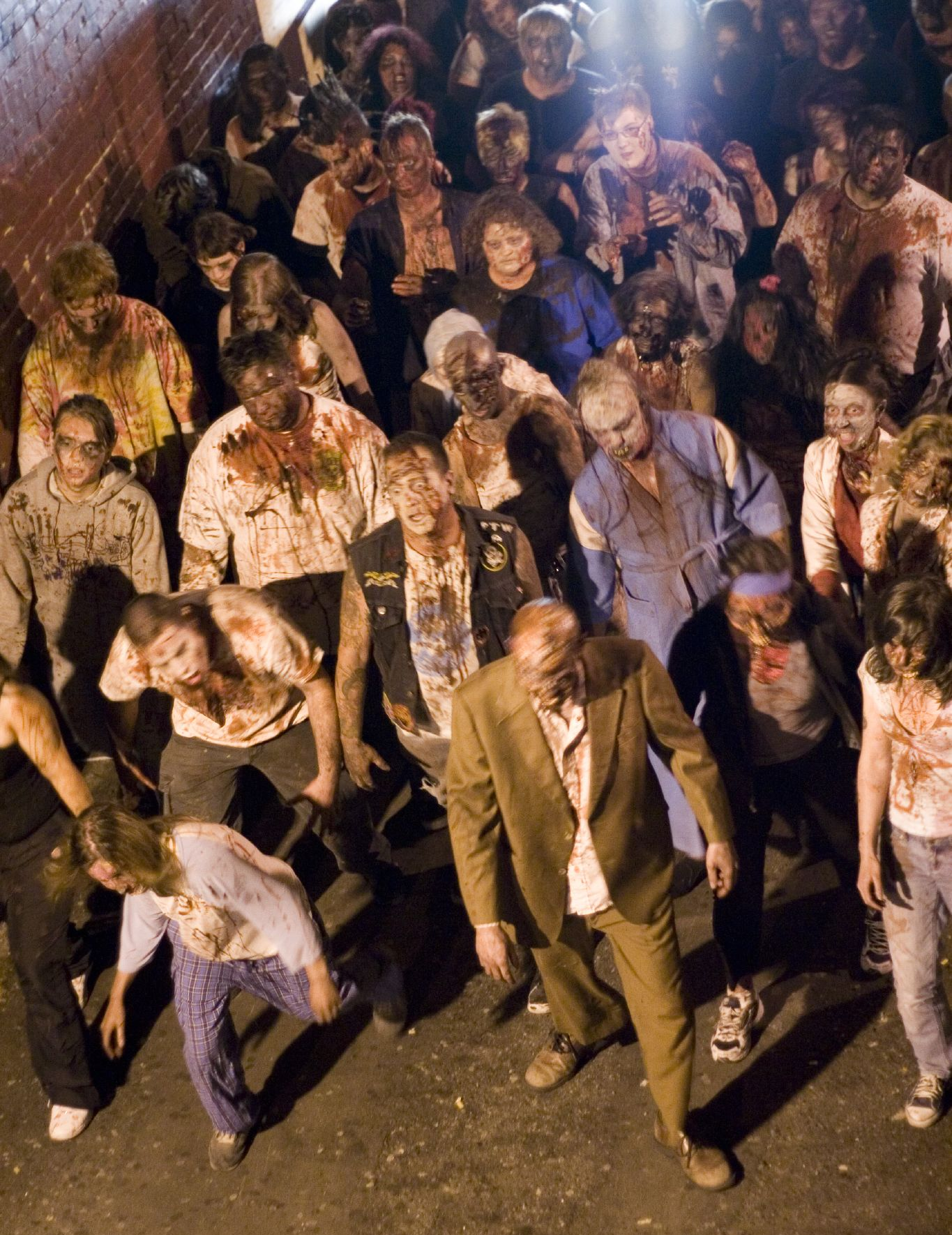
좀비도 역병이나 생물병기 등에 의한 파멸물의 안에 자주 등장한다.

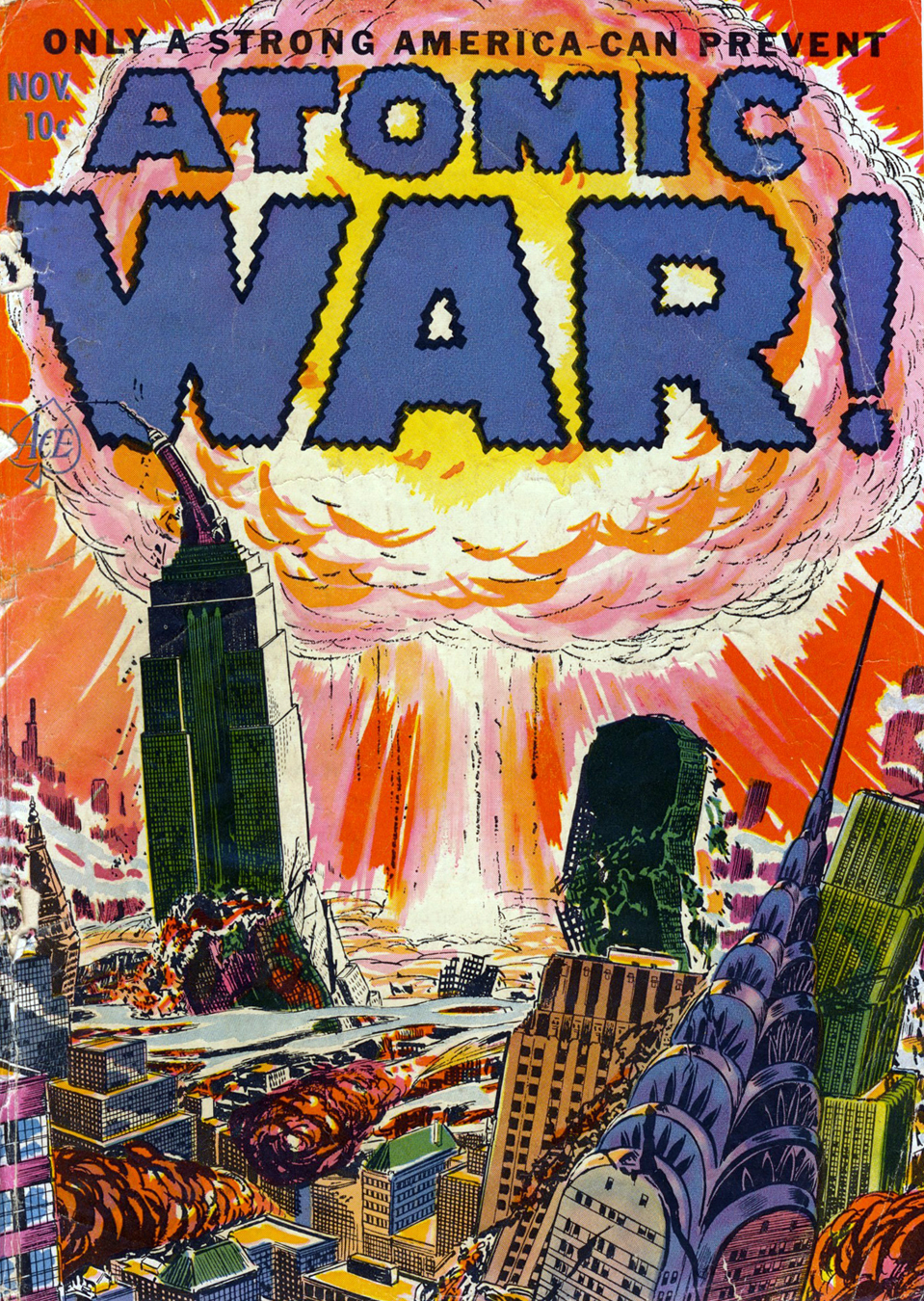
미국과 소련의 핵전쟁을 그린 1952년의 미국의 만화, 「Atomic War!」 제1호

파멸물의 픽션은 재해의 한중간 혹은 직후를 무대로 해, 재해나 전쟁으로 도시나 사회가 파괴되는 님을 그려, 생존자의 고투나 심리에 초점을 맞춘다. 또 재액으로부터 먼 장래, 현대의 문명사회가 완전하게 잊을 수 있었는지 신화화하고 있는 시대를 무대로 해, 문명의 뒤의 사회나 자연 환경을 구상해 그 세계에 사는 사람들을 그리는 것, 혹은 지구의 종말(죽은 지구)이나 우주 자체의 종말을 그리는 것도 있다. 이러한 픽션에는 하드 SF에 속하는 것도 있지만, 어느 쪽인지 말하면 환타지나 어떤 종류의 디스토피아물 등에 맞는 작품도 있다.
종말물의 장르는 제2차 세계대전 후, 인류가 핵병기를 손에 넣어 지구 규모의 살륙이 현실성을 띠어 사회가 핵전쟁에 관심을 가지게 되어 단번에 인기를 얻게 되었다. 그러나 문명의 종말을 그린 소설은 적어도 1805년 발간된 전 인류적 불임으로 인한 종말을 다룬 장 바티스트 쿠쟁 드 그랭빌(Jean-Baptiste Cousin de Grainvile)의 《최후의 인간》처럼 이미 존재하고 있었으며 19세기 들어서 과학적 지견의 발달이나 산업혁명 등에 의한 사회의 격변을 배경으로, 파멸·재해를 그리는 픽션이나 파멸 후·종말의 풍경을 그리는 픽션이 대거 등장하였다. 더하고, 종말물은 수천년도 전부터 존재해 온 다양한 종말론이나 종말을 그린 신화 등에서도 상상력을 얻고 있다.
이러한 픽션에는 그것들이 쓰여졌던 시대를 가리는 공포, 사회의 파멸에의 기대 등 여러 가지 관심사가 반영하고 있다.

## 종말·파멸의 주제의 기원
현대의 종말의 픽션의 기원은 고대의 묵시적 문학에 그 기원을 볼 수 있다. 세계 각지의 신화나 종교에는 세계나 인간 사회의 마지막을 묘사한 것, 예언한 것이 많이 존재한다. 예를 들면 유다 왕국에서는 바빌론 유수 후에 재액이나 종말에의 지향이 나타나 예언자들에 의한 묵시문학에도 종말에 관한 예언이 등장했다(특히 다니엘서). 크리스트교가 태어나는 전후의 로마 제국의 유태속주에서도, 로마인에 억압되는 유태인의 사이에서는 종말에 관한 가르침은 관심이 높고, 크리스트교의 탄생이나 가르침에도 영향을 주고 있어 복음서 중에서는 예수 그리스도 자신도 종말에 대해 말하고 있다.
크리스트교가 로마 제국에 퍼진 후도, 기독교인의 사이에서는 세상의 마지막 때에 예수가 재림한다는 사상이 신앙의 중추에 계속 머물렀다. 로마 제국 후기의 신앙이나 종말론은 크리스트교의 종말론의 형성에 큰 영향을 주고 있다. 로마 제국 후기에는 다양한 묵시적 문학이 등장하지만, 그 중에서도 요한의 묵시록은 신약 성서에 받아들여졌기 때문에 오늘이라도 잘 알려져 있어 서양 문명 속의 종말 테마의 작품의 거의 모두에게 어떠한 영향을 주고 있다. 당시 쓰여진 묵시문학에는 그 밖에도, 페트로의 묵시록을 시작으로 하는 신약 성서에 납입할 수 없었던 외전의 묵시록이나, 영지주의의 묵시록 등이 있어, 페트로의 묵시록이 단테의 「신곡」에 영향을 준 것처럼, 성서로부터 제외해져도 더 서양 사회에 영향을 계속 주었다.
중세 이후도, 7세기의 가짜 메트디우스의 묵시록(Apocalypse of Pseudo-Methodius) 등과 같은 묵시록적 문학이 쓰여져 유태교나 크리스트교의 종말론을 기초로 이슬람교도 새로운 종말론을 구축했다. 종말까지의 모든 교황에 대해 쓰여져 있다고 여겨지는 성마라키의 예언과 같은 것도 등장하고 있지만, 이것은 중세는 아니고 16세기의 위서로 간주해지고 있다. 13세기에는 의사·과학자이며 철학자이기도 한 이븐 안나피스(Ibn al-Nafis)가 아라비아어로 소설 「Theologus Autodidactus」를 저술하고 있지만, 경험 주의적 과학을 이용해 이슬람 종말론을 설명한 이 책이 근대 과학 이전의 최초의 사이언스 픽션이며 최초의 파멸 테마의 픽션이라고도 생각되고 있다.
또 구약 성서 창세기의 노아와 노아의 방주의 이야기는 고대 세계에 넓게 볼 수 있는 대홍수 신화의 하나이며, 부패한 문명이 대홍수로 파멸하는 님이나, 새로운 문명이 파멸 후에 재건된다는 희망을 그리고 있다.

## 근대의 종말물
근대 이후의 최초의 종말물은 1805년에 발간된 장-바티스트 쿠쟁 드 그랭빌(Jean-Baptiste Cousin de Grainvile)의 《최후의 인간》이다. 인류 전체가 불임으로 멸종 직전에 지구 자원의 낭비로 인한 환경 문제까지 촉발된 상황 속에서 마지막 생식 능력을 가진 주인공의 이야기를 담고 있다. 그로부터 수십년 뒤인 영국의 고딕 소설 작가 메리 셸리의 1826년에 출판한 《최후의 인간》에서는 역병으로 인류가 사멸한 세계에 사는 마지막 한 명이 그려져 있다. 이 소설은 최초의 사이언스 픽션으로 평되지만, 당시는 혹평을 받아 잊혀져 1960년대가 되어 재평가되었다.
1885년 리처드 제프리스(Richard Jefferies)의 소설 〈런던 후에〉(After London)가 자주 최초의 종말 픽션이라고 평가된다. 이 소설에서 잉글랜드는 미지의 재액에 돌연 습격당해 무인화하고 있어, 몇 안 되는 생존자가 중세와 같은 생활을 보내고 있다. 제1장은 미래의 역사가가 문명의 붕괴와 그 후를 해설했다는 설정의 문장이며, 자연이 잉글랜드를 바탕으로 되돌려 가는 님이 묘사된다. 농지는 숲에 덮여 가축은 야생에 돌아가, 도로나 마을에는 풀이 우거져, 꺼림칙한 런던은 호수나 유독의 늪 지대화하고 있다. 제2장 이후는 원시로 돌아온 대지와 사회를 무대로 한 단순한 모험이 되지만, 파멸 후의 잉글랜드의 설득력을 가진 묘사에는 후의 사이언스 픽션에 공통되는 것이 있다. 스티븐 빈센트 베네이(Stephen Vincent Benet)의 1937년의 단편소설 〈바빌론 물의 부근에〉(By the Waters of Babylon)에서는 똑같이 수수께끼의 재액으로 폐허가 된 뉴욕을 무대에, 젊은이가 성인이 되기 위한 모험이 그려져 있다.

## 기분 좋은 파멸
제2차 세계대전 후의 영국의 SF 소설가의 사이에서는 파멸 후를 그린 픽션이 대유행했다. 이러한 많게 공통되는 특징은 「기분 좋은 파멸」(cosy catastrophe)로 불린다.
「기분 좋은 파멸」이라는 말은 원래 영국의 SF 소설가·평론가 브라이언 오르디스가 SF사를 개설한 서적 《10억 년의 연회》 중에서, 당시의 파멸의 SF의 전형을 야유해 이용한 말이다. 그의 비판한 전형적인 파멸물의 줄거리는 우리 문명이 붕괴해, 한 줌의 생존자를 제외하고 푸드득 사람이 죽는 절망적인 상황에도 불구하고, 주인공 등 생존자들은 멀게 떨어진 안전지대에 있어 재액을 방관하고 있거나 무인의 도시에서 남겨졌다구 아프게 물건을 찾아 다니는 등 있는 면에서 즐거운 모험을 해, 최종적으로는 스스로 문명관을 기초로 자그마한 사회를 재건하고, 파멸이 일어난 원인이나 문명이 멸망한 원인에 대해서 달관한 입장으로부터 고찰을 더한다는 것이었다. 영국의 소설가 존 윈덤의 저작 「트리피드의 날」은 유성우의 나중에 세계의 인구 대부분이 눈이 안보이게 되어, 주인공을 시작해 유성우를 보지 않았던 사람들이 사회의 붕괴나 역병, 식인 식물과 싸우면서 지방에 피하는 이야기이지만, 오르디스가 이러한 파멸물을 비판할 때에 대표로 들고 있다.
「기분 좋은 파멸」은 전후 영국의 종말의 SF의 전형으로서 말해지지만, 그 초기의 형태는 1890년에 미국의 정치가·소설가 이그네이셔스 L. 도널리(Ignatius L. Donnelly)가 에드먼드 보이스길버트(Edmund Boisgilbert)라는 필명으로 발행한 소설 「Caesar's Column」에 벌써 볼 수 있다. 이 소설에서는 20세기말을 무대로, 세계를 가린 과점에 대해서 노동자가 일으킨 폭동에 의해 문명이 붕괴하는 님을 그리지만, 주인공은 우간다의 고지에 건설된 유럽인의 이주지에 있어 난을 피하고 있다. 또 1900년 경에 쓰여져 유행한 재해 소설의 일종으로, 보다 한정한 범위로의 파멸을 그린 것(예를 들어 화산 분화가 런던과 템즈강유역을 파괴하는 「템즈 바레이의 대재해」〈그랜트 알렌〉, 대화재의 연기와 안개가 합쳐져 인간을 질식시키는 검은 스모그를 일으키는 「The Four Day's Night」〈후렛드 M 화이트〉등)도 「기분 좋은 파멸」이라고 불린다. 그 「편안함」은 파멸의 범위가 매우 한정되어 있는 것, 주인공은 어딘가 안전한 장소에서 난을 피해 파멸을 보고 있는 것부터 와있다.

## 그 외의 파멸물·종말물

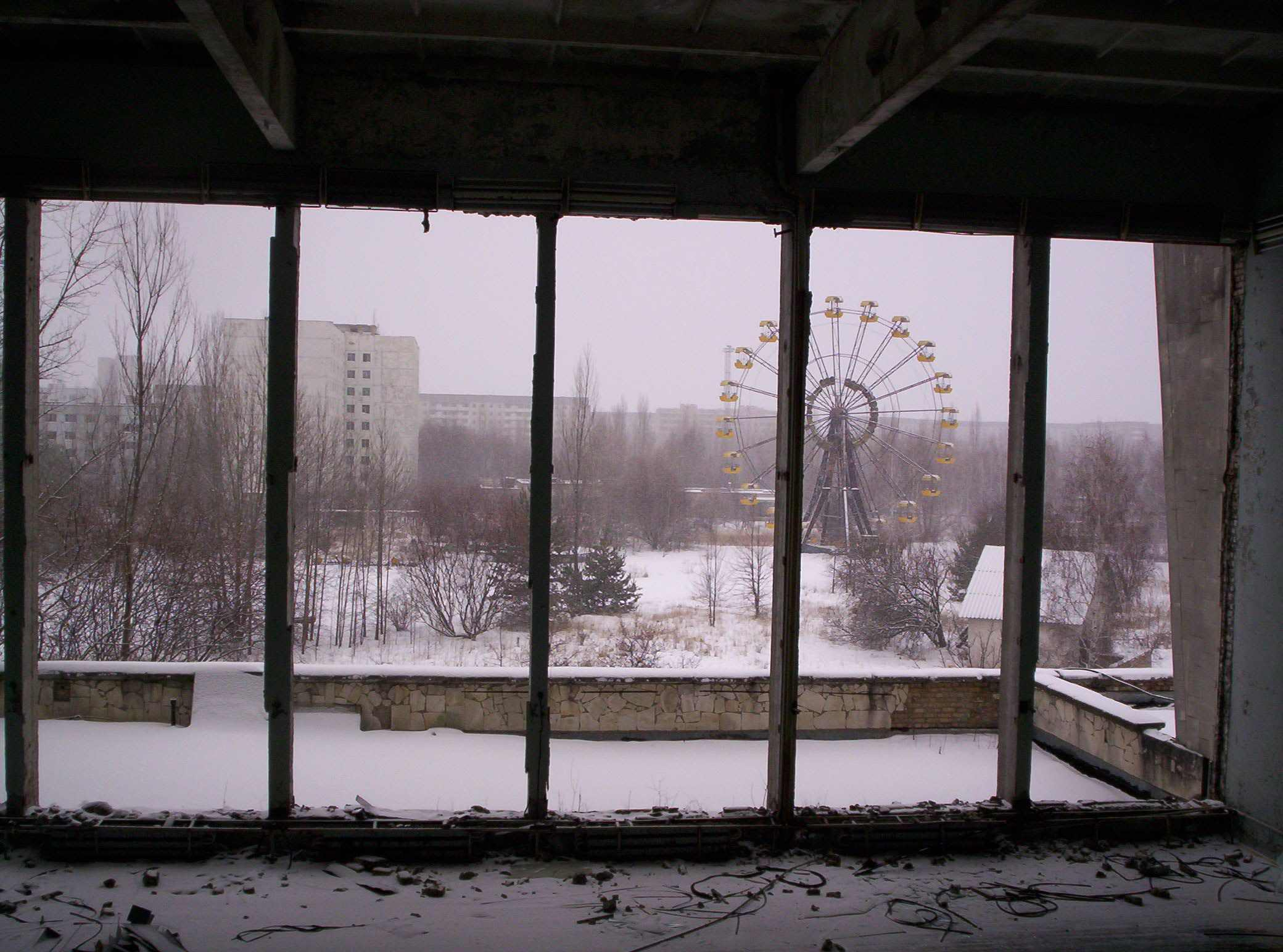
체르노빌 원자력 발전소 사고로 무인이 된 체르노빌 근교의 마을 프리피야티. 인간이 살지 않게 된 뒤 황폐해져 잡초나 식물에 파묻히고 있다. 인류가 없어지면, 길게 잔존하는 플라스틱이나 방사성 물질 등을 남기면서, 대도시는 이와 같이 자연스럽게 파묻혀 사라져 갈 것이다.

냉전하에서는 원자력이 절대적인 힘의 상징으로서 그려져 특히 핵전쟁에 의해서 세계가 파멸을 맞이한다는 타입의 종말물이 강하게 지지를 받았다. 네빌 슛의 소설로 영화화도 된 「물가에서」(1957년) 등과 같이 가까운 미래의 핵전쟁에 의한 멸망이나 파멸을 그린 것이 많이 쓰여졌다. 한편, 파멸 후의 세계에서, 돌연변이, 우주인, 최종병기 등과 싸우는 모험 소설적인 것도 쓰여졌다. 안드레 노톤의 「Star Man's Son」(별명 Daybreak 2250, 1952년)은 방사능에 오염된 대지에서, 청년이 텔레파시를 가지는 고양이의 도움을 빌리면서 돌연변이체들과 싸워, 한 때의 문명이 없어진 지식을 요구해 아서왕의 성배 찾기와 같이 여행을 떠나는 님을 그린다. 이 6소설은 후의 파멸물에 큰 영향을 주어 거의 말해 수선과 같은 소설이 무수히 출판되는 원형이 되었다.
파멸물·종말물의 픽션에서는 미지의 역병이나 인공의 역병, 혜성이나 운석의 충돌, 기후 변동이나 환경 파괴, 경제 파탄이나 폭동, 우주인의 침략이나 초자연적인 존재에 의한 파괴, 기계나 로봇의 반란, 태양의 팽창, 인류의 종족으로서의 쇠퇴나 임종 등, 여러 가지 원인에 의한 파멸이 그려진다. 또 파멸 후를 무대로 한 것에서는 생존자의 고투를 그리는 것, 민병이나 종교 조직이 억압적인 사회를 쌓아 올리고 있는 것, 서양의 중세 정도로 문명이 후퇴한 세계에서 파멸전의 문명의 유물을 둘러싸고 싸우는 것 등이 있다. 또, 파멸 그 자체보다, 강요하는 파멸 직전의 인심 황폐에 테마를 두는 것도 있다.
일본에서도 1960년대 말부터 1970년대에 걸쳐 일본의 고도경제성장과 오일 쇼크가 가져온 공해나 급격한 사회불안 등에서 종말물 픽션(SF 소설이나 SF만화), 종말 예언(고토 쓰토무의 《노스트라다무스 대예언》 등)이 대유행했다. 1990년대 후반 이후에는 애니메이션 《신세기 에반게리온》을 효시로서 「세계의 종말」과「주인공과 히로인의 좁은 관계성」을 직접적으로 묶어 그리는 작품이 다수 출현해, 세카이계로 불리고 있다. 다만 이것들 세카이계 작품에서는 세계의 종말 그 자체보다 자기에게의 승인을 요구하는 자의식의 문제가 전면에 밀려 나오는 부분이 있어, 순수한 의미로의 종말물은(일본에서는) 1990년대 후반 이후는 그만큼 유행하고 있지 않다.

## 같이 보기
- 바이오펑크
- 사이버펑크
- 중세 암흑시대
- 독재
- 디스토피아
- 세계재앙위험